# Adriana Marques
Adriana Marques, (Rio de Janeiro, 2 de junho de 1971) é uma cantora e compositora de música cristã contemporânea.

## Biografia
Adriana iniciou sua carreira ainda criança. Aos 11 anos, ela tornou-se uma das vocalistas da Comunidade da Vila da Penha. Em 1997, lançou seu primeiro CD solo, pela Gravadora e Editora JC Edições Musicais Ltda, com o título: Motivo da minha canção. 
Em 1998 assina com a gravadora Line Records e lança seu segundo álbum chamado Amor perfeito. Além da música título, que foi um grande sucesso entre o público, o álbum conta com a participação de Sérgio Lopes e também com a gravação do sucesso Consagração/ Louvor ao rei, interpretado anteriormente por Aline Barros. A repercussão deste trabalho fez com que Adriana vencesse o Troféu Talento 1998, na categoria Revelação Feminina. Em 2000, ela recebe o Troféu Ômega FM pela canção “Deus Poderoso”, que também faz parte deste álbum.
Em 2001 lança pela Frank Records o CD Ao Deus da minha salvação. Este CD traz a música Tu és tremendo, sucesso que mais tarde seria regravado por Melissa. 
Após vários anos sem gravar, em 12 de junho de 2007, Adriana retorna à gravadora Line Records. Comemorando 10 anos de carreira, lançou pela gravadora o álbum Ao teu encontro, produzido por Wagner Carvalho.
Em 2008 lança também pela Line Records seu primeiro trabalho voltado para o público infantil, chamado Vem cantar com Adriana Marques. Produzido pela própria cantora, junto com Mauricio Barbosa, este trabalho lhe rendeu indicação ao Troféu Talento 2008, na categoria Álbum Infantil.

## Discografia
- 1997: Motivo da minha canção
- 1998: Amor Perfeito
- 2001: Ao Deus da minha salvação
- 2004: A Espera de Um Milagre
- 2007: Ao teu encontro
- 2008: Vem cantar com Adriana Marques
- 2019: EP Sucessos e Duetos

## Singles
- 1999: Sonda-me ft Robson Nascimento - CD Gospel Line Hits
- 1999: Amor Perfeito - CD Troféu Talento ao vivo
- 2000: Pare de Sofrer ft Mattos Nascimento - CD Mattos Nascimento e os Amigos da Line Records
- 2000: Vem Viver - CD Louvor Delas vol 2
- 2014: Deus Não Muda ft Pedras Vivas

## Prêmios
- 1998: Troféu Talento (Revelação feminina)
- 2000: Troféu Ômega FM (Melhor música: Deus poderoso)